# 荣昊
荣昊（1987年4月7日—），中国足球运动员，司职左后卫，现效力於广州足球俱乐部。

## 职业生涯

### 俱乐部
荣昊从武汉黄鹤楼的青年队出道，2006年，他被教练裴恩才提升进入一线队，并获得出场机会，5月27日，他在武汉光谷客场1比0击败沈阳金德的比赛中代表球队首次出场，并在比赛中打进致胜一球。但8月份荣昊在国青队的集训中半月板受伤，需要手术治疗，不得不缺席2006赛季的剩余比赛。2007赛季，伤愈复出的荣昊主要以球队的替补登场比赛。2008赛季，荣昊开始打上球队主力，但由于赛季中武汉光谷退赛，他没有得到更多的比赛机会。
2009年2月20日，他以租借方式加盟中超升班马江苏舜天，追随之前武汉队的主帅裴恩才。2009年中超联赛，荣昊以出色表现坐稳主力位置，不但帮助江苏舜天队完成赛季制定的保级任务，而且还首次入选国家队。
2010年荣昊转会加盟杭州绿城迅速成为球队的主力左后卫。
2011年12月26日，荣昊和赵旭日、李建滨、彭欣力一起转会加盟中超卫冕冠军广州恒大。其中荣昊以1200万转会费从杭州绿城加盟是四人中身价最高的一位。

### 国家队
2009年5月21日，荣昊入选中国国家队集训名单，成为江苏舜天队历史上首位入选国家队的球员。
他在6月1日与伊朗队的友谊赛中首次代表国家队出场，这场比赛中，他主罚的任意球帮助前锋郜林攻入了一个致胜球。

## 趣聞
2013年3月22日，中國國家足球隊在2015年亞洲盃資格賽戰勝伊拉克國家足球隊，在更衣室慶祝時湧入許多記者拍照，网易記者在沒經過挑選就直接將照片上傳，其中一張照片剛好是榮昊下半身沒穿下體完整露出。